# Богдан А144
Богдан А144 — украинский высокопольный автобус среднего класса, серийно выпускавшийся корпорацией «Богдан» с 2002 по 2021 год. Выпускался в 4 модификациях: Богдан А144.1, Богдан А144.2, Богдан А144.3 и Богдан А144.5, мало отличающихся друг от друга.

## Описание
Богдан А144 является автобусом среднего класса, его длина составляет не более 9880 мм, ширина — 2500 мм, высота — 2900 мм. Автобус предназначается для обслуживания городских маршрутов. Кузов автобуса несущий.
Перед автобуса выполнен из металлопластика, светотехника состоит из 6 фар, из которых 2 нижние — противотуманные, оснащённые жёлтым стеклом и линзами. Лобовое стекло панорамное, изогнутое. Стеклоочистители модели расположены друг над другом. Боковые зеркала внешне напоминают уши зайца.
Задняя часть автобуса имеет чётко очерченный бампер и необычно расположенные задние фонари; также имеется заднее стекло. Двигатель автобуса расположен продольно на левом заднем свесе, при этом совсем не занимая места в салоне.
В передних и средних дверях две ступеньки, тогда как в задней двери их три.